# Guldbaggegalan 2017
Guldbaggegalan 2017 var den 52:a upplagan av Guldbaggegalan. Galan hölls på Cirkus i Stockholm den 23 januari med Petra Mede som konferencier. Mede har tidigare varit värd för galan åren 2011, 2012, 2015 och 2016. Galan direktsändes på SVT 1. Nomineringarna utlystes 4 januari.
Detta år har kategorierna Bästa regi, Bästa manuskript, Bästa kvinnliga huvudroll, Bästa manliga huvudroll, Bästa kvinnliga biroll och Bästa manliga biroll utökats till fyra nomineringar var, och kategorin Bästa film har utökats till fem nomineringar. Man har inför årets gala även sammansatt dokumentär - och kortfilmsjuryerna, samt infört krav på att distributörerna för de utländska filmerna ska anmäla sina filmer för att kunna tävla om en Guldbagge.

## Vinnare och nominerade
Den 4 januari 2017 tillkännagavs vilka filmer och personer som har nominerats till Guldbaggar.
| Bästa film - Jätten – Maria Dahlin och Morten Kjems Hytten Juhl - Hundraettåringen som smet från notan och försvann – Malte Forssell - Min faster i Sarajevo – China Åhlander - Skörheten – David Herdies - Sophelikoptern – Andreas Emanuelsson | Bästa regi - Goran Kapetanović – Min faster i Sarajevo - Hanna Sköld – Granny´s Dancing on the Table - Felix och Måns Herngren – Hundraettåringen som smet från notan och försvann - Alexandra-Therese Keining – Pojkarna |
| Bästa kvinnliga huvudroll - Maria Sundbom – Flickan, mamman och demonerna - Karin Franz Körlof – Den allvarsamma leken - Tuva Jagell – Pojkarna - Jessica Szoppe – Sophelikoptern                                                                | Bästa manliga huvudroll - Anders Mossling – Yarden - Jonathan Silén – Det moderna projektet - Lennart Jähkel – Granny´s Dancing on the Table - Milan Dragišić – Min faster i Sarajevo                                     |
| Bästa kvinnliga biroll - Sadžida Šetić – Min faster i Sarajevo - Liv Mjönes – Den allvarsamma leken - Ia Langhammer – Flykten till framtiden - Svetlana Rodina Ljungkvist – Hundraettåringen som smet från notan och försvann                    | Bästa manliga biroll - Michael Nyqvist – Den allvarsamma leken - Henrik Dorsin – Flykten till framtiden - Iwar Wiklander – Hundraettåringen som smet från notan och försvann - Johan Kylén – Jätten                       |
| Bästa manuskript - Johannes Nyholm – Jätten - Jan Vierth och Anders Sparring – Bajsfilmen – Dolores och Gunellens värld - China Åhlander, Dragan Mitić och Goran Kapetanović – Min faster i Sarajevo - Sara Nameth – Yarden                      | Bästa foto - Yarden – Ita Zbroniec-Zajt - Min faster i Sarajevo – Ita Zbroniec-Zajt - Sophelikoptern – Anders Bohman |
| Bästa klipp - Martha & Niki – Therese Elfström och Tora Mkandawire Mårtens - Hundraettåringen som smet från notan och försvann – Henrik Källberg - Jätten – Johannes Nyholm och Morten Højbjerg                                                  | Bästa kostym - Den allvarsamma leken – Kicki Ilander - Flykten till framtiden – Jaana Fomin - Upp i det blå – Moa Li Lemhagen Schalin                                                                                     |
| Bästa ljud/ljuddesign - Yarden – Patrik Strömdahl - Ester Blenda – Jan Alvermark - Golden Girl – Peter Adolfsson och Henric Andersson | Bästa mask/smink - Jätten – Eva von Bahr, Love Larson och Pia Aleborg - Flykten till framtiden – Anna-Carin Lock - Hundraettåringen som smet från notan och försvann – Eva von Bahr och Love Larson                       |
| Bästa originalmusik - Sophelikoptern – Jan Sandström - Jätten – Björn Olsson - Pojkarna – Sophia Ersson | Bästa scenografi - Flykten till framtiden – Liv Ask och Bengt Fröderberg - Den allvarsamma leken – Anna Asp - Hundraettåringen som smet från notan och försvann – Mikael Varhelyi                                         |
| Bästa dokumentärfilm - Martha & Niki – Tora Mkandawire Mårtens - Don Juan – Jerzy Sladkowski - MonaLisa Story – Jessica Nettelbladt | Bästa kortfilm - 6A – Peter Modestij - Baby – Lovisa Sirén - Kroppen är en ensam plats – Ida Lindgren |
| Bästa utländska film - Sauls son – László Nemes - Min pappa Toni Erdmann – Maren Ade - Mustang – Deniz Gamze Ergüven | Bästa visuella effekter - Hundraettåringen som smet från notan och försvann – Fredrik Nord - Siv sover vilse – Henrik Klein och Petter Lindblad - Upp i det blå – Tomas Näslund                                           |
| Gullspira - Petter Lennstrand | Hedersguldbaggen - Katinka Faragó |
| Årets nykomling - Ahang Bashi – Skörheten | Biopublikens pris - Hundraettåringen som smet från notan och försvann – Malte Forssell - Bamse och häxans dotter – Jon Nohrstedt - Morran & Tobias - Som en skänk från ovan – Emma Nyberg och Niklas Jakobsson            |

### Filmer med flera vinster
| Vinster | Film                                              |
| ------- | ------------------------------------------------- |
| 3       | Jätten                                            |
| 3       | Yarden                                            |
| 2       | Den allvarsamma leken                             |
| 2       | Hundraettåringen som smet från notan och försvann |
| 2       | Min faster i Sarajevo                             |

### Filmer med flera nomineringar
| Nomineringar | Film                                              |
| ------------ | ------------------------------------------------- |
| 8            | Hundraettåringen som smet från notan och försvann |
| 6            | Jätten                                            |
| 6            | Min faster i Sarajevo                             |
| 5            | Den allvarsamma leken                             |
| 5            | Flykten till framtiden                            |
| 4            | Sophelikoptern                                    |
| 4            | Yarden                                            |
| 3            | Pojkarna                                          |
| 2            | Granny´s Dancing on the Table                     |
| 2            | Martha & Niki                                     |
| 2            | Upp i det blå                                     |